# Редакторський аналіз
Реда́кторський ана́ліз — це процес оцінювання текстів і пошуку засобів їх вдосконалення.

## Особливості редакторського аналізу тексту
Праця редактора над текстом — складний творчий процес, у якому багато що не можна регламентувати. Тут звичайно виокремлюють два найважливіші
аспекти: редакторський аналіз і практичну реалізацію його висновків.
Аналіз твору (від грец. analysis — розкладання, членування, розбір) — це метод його розгляду, вивчення, що передбачає, насамперед, розчленовування цілого на окремі частини, складники, визначення елементів, які входять у ціле, з'ясування окремих його аспектів і властивостей. Однак, це не просто логічна процедура; це складна розумова діяльність, що включає в себе багато операцій: і порівняння, і зіставлення, і класифікацію, і синтез.
Редакторський аналіз — це розгляд рукопису і його всебічна характеристика, до яких вдається редактор з метою вдосконалення змісту й форми журналістського твору.
Мета аналізу — визначення реальної цінності рукопису, сприяння якнайповнішому втіленню авторського задуму й підвищенню ефективності видання. В. І. Свинцов виявляє трохи інше розуміння терміну «редакторський аналіз», що пов'язуємо насамперед із завданнями, які ставить перед собою автор посібника, присвяченого логічним засадам редагування.
"Термін «редакторський аналіз», — пише дослідник, — належить до найпоширеніших у теорії та практиці редагування. Зазвичай його вживають у широкому розумінні для позначення будь-яких дій щодо
розгляду рукопису й оцінювання деяких його властивостей. Однак, становлення теорії редагування як наукової дисципліни робить бажаним уточнення низки засадничих термінів і понять. Щодо терміна
«редакторський аналіз»-редагометрія це має означати його зіставлення з певними операціями і якісну диференціацію останніх залежно від їх функціональних та інших особливостей. У цьому розумінні доцільно говорити не про аналіз узагалі, але про різні його види. Можна зауважити, що й В. В. Різун, не наголошуючи на цьому спеціально, схиляється до такого самого підходу, проте щодо видів редакторського аналізу, то тут київський дослідник не виокремлює їх узагалі, а говорить про сфери, які охоплює цей аналіз: "Редакторський аналіз охоплює три сфери:
- аналіз тематичної організації твору та актуальної [актуальності, як надалі й пише в посібнику В. В. Різун — А. К.] теми;
- аналіз розробки теми й аналіз розкриття теми.

На жаль, зовсім не згадує про редакторський аналіз у своєму посібнику З. В. Партико, такого поняття навіть нема у предметному покажчику до його книги, хоча слово «аналіз», звісно, не раз використовується в тексті, проте з інших приводів.
У прямому значенні слова будь-який аналіз полягає в поділі об'єкта на елементи, які його утворюють. Під час своєї праці над текстом редактор постійно здійснює уявний чи фізичний його поділ на окремі
частини. Ця операція дозволяє оцінити з якогось погляду окремі ділянки тексту й певні зв'язки між ними. Редагування спрямоване не тільки на оцінювання, але й на виправляння тексту, тому ця операція може
поєднуватися зі зміною, зі своєрідним «ремонтом» виокремлених таким чином частин і їх наступним об'єднанням. Аналітичні дії під час редакторського аналізу рукопису постійно пов'язані із синтетичними, бо
виокремлені ділянки оцінюють не самі по собі, а в їх зв'язку з функціонально єдиним текстом, розрахованим на певний комунікативний ефект. У простих випадках аналітичні операції виконують майже автоматично, але це не змінює їх суті.
Отже, редакторський аналіз передбачає вирішення трьох взаємопов'язаних професійних завдань: дослідження твору, його оцінювання й вироблення практичних рекомендацій авторові.
Даючи характеристику рукопису, редактор базується на загальних критеріях оцінки творів публіцистики, белетристики тощо й на аналізі додержання конкретних вимог, що продиктовані специфікою певного
виду текстів і певного видання, засобу масової інформації.
Редакторський аналіз — це критика, звернена насамперед до автора. Мета її — вказати на конкретні хиби, сприяти вдосконаленню рукопису. Це — докладний розгляд тексту, потрібний і самому редакторові, оскільки визначає його дальшу роботу з підготовки твору до оприлюднення.
Редакторський аналіз порівняно з літературно-художньою критикою має низку специфічних особливостей. Ставлячи перед собою завдання якомога конкретніше й дійовіше допомогти авторові поліпшити його працю, редактор не тільки розглядає готовий твір, а й немовбито відтворює сам процес написання тексту, прямуючи від авторського задуму до його втілення. Тому під час вивчення особливостей редакторського
аналізу можна використати численні спостереження, нагромаджені внаслідок узагальнення прийомів і методів праці автора-письменника, публіциста, науковця. Водночас, редактор ні на хвилину не забуває про таку специфічну категорію, як сприйняття тексту (читацьке, слухацьке, глядацьке). Завдання полягає в тому, щоб під час розгляду тексту передбачити можливі впливи твору на конкретного читача, слухача, глядача. Тут ідеться про багатоманітні комунікативні функції, які майбутній твір виконає успішніше, якщо читач, слухач, глядач точніше зрозуміє не тільки основну думку, концепцію автора, а й кожне твердження, визначення, оцінку, навіть мотиви висловлювання. Предметом аналізу редактора є цілісний твір, узятий у єдності всіх його аспектів: інформаційного, логічного, психологічного, лінгвістичного та ін. І хоча під час аналізу
рукопису редактор уявно розчленовує його на окремі елементи, зміст і форма розглядаються в діалектичній єдності, а кожний фрагмент тексту — у взаємозв'язку з цілим. Структура редакторського аналізу
багато в чому залежить від особливостей (видових, жанрових тощо) твору й від типу видання, засобу масової інформації.
Однак, можна виокремити й загальні аспекти: тематичний, змістовий, мовностилістичний, композиційний, редакційно-технічний тощо.
Тут варто зауважити, що у зв'язку зі сказаним вище одним із ключових понять для теоретичного узагальнення аналітичних операцій редактора є поняття структурної одиниці тексту. В. І. Свинцов зазначає, що "в будь-якому випадку аналіз тексту передбачає виокремлення певних його одиниць (змістових, граматичних, графічних і т. д.) і вивчення певних зв'язків між ними. Треба зауважити; що поняття «одиниця
тексту», взяте в загальному вигляді, досить невизначене: його статус у кожному окремому випадку визначається конкретними особливостями певного фрагмента тексту й завданнями аналізу. Тривалість тексту, що робить його саме текстом (надає якомусь уривкові мовлення «текстовості», «текстності»), не можна точно позначити й обмежити математичною величиною: часом тривалості мовлення, кількістю фраз, сторінок, метрів стрічки. Тут можна висловити лише досить банальну думку, що ця тривалість не повинна дорівнювати нулю, тобто що сам по собі мовленнєвий акт усе-таки має існувати. Поняття тривалості набуває реального змісту лише за порівняння текстів, різних за обсягом, і особливо виразно виявляється в зіставленні якого-небудь цілого тексту з його ж частиною. Взятий як щось самостійне, будь-який фрагмент будь-якого тексту можна розглядати як ціле, однак, зіставляючи його з усім текстом, бачимо, що він є лише частиною цього тексту. Базуючись на тому, що не можна точно в кількісному вимірі визначити текст і його межі, одиницею тексту, вважає В. І. Свинцов, може бути й окреме слово, і абзац, і навіть розділ. І остаточний висновок
дослідника: "Таким чином, одиницю тексту можна визначити як будь-яку
частину тексту, яку виокремлюють з нього й зіставляють з певною метою
з іншими частинами (одиницями) тексту.
Під час редакторського аналізу тексту різні дослідники теорії та
практики редагування пропонують предметом пильної уваги редактора
зробити ті чи інші аспекти. Найповніший список таких об'єктів аналізу
редактора знаходимо в М. Д. Феллера, який наголошує, зокрема, на
тому, що "значний уплив справляє на структуру повідомлення
інформаційна ситуація взагалі. Вчений пропонує під час редакторського
аналізу давати оцінку «літературних достоїнств повідомлення і тексту».
Зокрема, визначати оригінальність чи банальність повідомлення, органічність твору, пропорційність структури повідомлення, інтелектуальну
насиченість тексту й емоційну насиченість повідомлення. До
«літературних достоїнств» тексту дослідник відносить його простоту, ясність, зв'язність, точність, цікавість, доступність, виразність, дохідливість, доказовість, переконливість, правдоподібність, стрункість, ритмічність, різноманітність, яскравість, жвавість і гнучкість.

## Основні завдання і правила правки тексту
Другий аспект роботи редактора над текстом — практична
реалізація висновків, які зроблено внаслідок редакторського аналізу, тобто
правка тексту. Основні її завдання — усунення огріхів, які виявлено
під час редакторського аналізу тексту й не виправлено під час
авторського його доопрацювання, надання творові належного політичного
звучання, ідейне його збагачення, досягнення виразності та ясності кожного
формулювання, перевірка фактичного матеріалу, усунення хиб
структури, мови й стилю, проведення редакційно-технічного опрацювання
рукопису.
У теорії та практиці редагування традиційно наголошують на таких
основних правилах виправляння тексту:
1. Правка є доречною тільки тоді, коли її потрібність можна довести. Редактор має в разі потреби пояснити, чому він прийняв те чи інше рішення. При цьому докази на кшталт «звучить», «не звучить», «не подобається» тощо, звичайно, не можна визнати переконливими.
2. Правка має бути одноступеневою: виправляючи рукопис, треба намагатися усувати всі (навіть дрібні) хиби одразу.
3. Всі виправлення треба вносити якнайретельніше; вони повинні легко читатися й займати на сторінці щонайменше місця.

## Види правки тексту засобів масової інформації
У всіх підручниках, посібниках наведено чотири види правки: правку-вичитування, правку-скорочення, правку-доопрацювання та правку-
переробку.

### Правка-вичитування
Мета редакторської правки-вичитування — читання тексту «наскрізь». Вичитувач має зауважити його змістові, композиційні, стилістичні хиби, перевірити правильність написання географічних назв, імен та прізвищ, точність цитат, цифр, дат, зіставність одиниць вимірювання. До обов'язків вичитувача входить також перевірка відповідності заголовків текстові, підтекстівок фотографіям та малюнкам. Правці-вичитуванню підлягають досконалі авторські тексти, які не потребують редакторського втручання. Завдання редактора тут зводиться до перевірки фактів, уточнення положень, апробації
визначень. Тільки вичитуються також офіційні документи, всі види
передруків, матеріали інформаційних агентств. У них усувають
орфографічні помилки, позначають абзаци, звіряють цифри.

### Правка-скорочення
Правка-скорочення як особливий вид опрацювання рукопису має
на меті досягти максимального лаконізму без втрат для змісту. Часто
метою правки-скорочення в ЗМІ є зменшення обсягу тексту, доведення
його до певних розмірів, до певного хронометражу. Цей вид правки — це пряме втручання в текст, тому редактор має врахувати особливості
його змістової й синтаксичної структури. Характер змін, що вносять
звичайно в текст за його скорочення, дозволяє розподілити їх на дві
групи: скорочення тексту частинами й скорочення, які умовно
називають внутрішньотекстовими. У першому випадку вилучають частини
тексту, що є певними змістовими ланками. Вони здебільшого
оформлені композиційно й синтаксично. Скорочення однотипних прикладів, фактів одного змістового ряду, подробиць не викликає труднощів під
час редагування. Якщо скорочення намічено правильно, вони не
спотворюють змісту й не суперечать манері автора, а отже, текст після
них потрібно мінімально додатково опрацьовувати. Насамперед
ідеться про опрацювання «стиків» між частинами тексту які тепер опинилися
поряд, щоб досягти його зв'язності. Скорочуючи текст, редактор має завжди пильно стежити за тим, щоб епізоди й факти, вилучені під час правки, не згадувалися непрямо в наступному викладі. Коли зв'язок між змістовими ланками необхідний, скорочення великими частинами неможливе. В цьому разі вдаються до внутрішньотекстових скорочень, пов'язаних з більш глибоким утручанням у текст. Скорочення в сторінці, як правило, має виконувати відділ, що готував матеріал до друку, або сам автор.

### Правка-доопрацювання
Правка-доопрацювання — найпоширеніший вид редакторських
виправлень у журналістських текстах. Його найчастіше використовують
у редакторській діяльності. Мета правки-доопрацювання — вдосконалення тексту, зокрема його форми, уточнення ідеї автора, його задуму.
За своїм характером зміни, які вносять при цьому в текст, різноманітні: скорочення, дописування окремих фрагментів, заміна слів і зворотів, зміна синтаксичних структур, удосконалення композиції. Особливостей
манери викладу автора, його стилю правка-доопрацювання змінювати
не повинна. Редактор виправляє також логічні й фактичні помилки, замінює не цілком переконливі аргументи іншими. Проте переважно
доводиться поліпшувати форму викладу через удосконалення
мовностилістичних засобів. Найдоцільніше й найкраще виправити такий
текст може сам автор. Після зауважень редактора він зрозуміє вимоги
засобу масової інформації, збагне суть помилок і належно поліпшить
власний рукопис. Проте оперативність мас-медіа не завжди дозволяє
попрацювати з автором, тому правку-доопрацювання виконують
здебільшого без автора. Залишаючись у межах авторського тексту, редактор надає рукописові сильнішого політичного звучання, найбільшої
точності й виразності.

### Правка-переробка як різновид творчості
Правка-переробка є специфічною формою редагування. її використовують щодо текстів авторів, які слабко володіють навичками літературної праці. Скажімо, часто листи читачів не можна віддати до друку в тому вигляді, в якому вони надійшли до редакції. Мета цього виду правки — створення нового варіанта тексту на основі матеріалу, поданого автором. Базуючись на фактах, які повідомив автор, журналіст утілює думку автора в літературну форму. Тут редагування мало чим відрізняється від самостійної творчості. Й це не суперечить настанові про додержання авторського стилю. В такому випадку, по-перше, важко говорити про наявність в автора творчого почерку, а, по-друге, турбота про читача тут відсуває
турботу про автора на другий план. Проте редактор усе одно має дбати про те, щоб не нав'язувати дописувачеві чийогось способу викладу. 
Правка-переробка, як і всі інші форми виправлення тексту, не повинна знеосіблювати авторський текст; вона, навпаки, має бути спрямована на те, щоб зауважувати й розвивати ті індивідуальні, неповторні риси, які має автор. Правка-переробка близька до такої особливої форми творчої праці, як літературний запис.
Зауважимо насамкінець, що, як свідчить редакційна практика, під час підготовки тексту журналістського твору до друку часто поєднуються всі види правки. Застосування одного виду правки в «чистому»
вигляді трапляється лише зрідка.